# José Luis Argueta Antillón
José Luis Argueta Antillón (Santiago Nonualco, El Salvador, 16 de julio de 1932 - San Salvador, El Salvador, 11 de agosto de 2020) fue un economista y académico salvadoreño.
Nació en Santiago Nonualco, El Salvador, el 16 de julio de 1932. Fue Licenciado en Ciencias Económicas por la Universidad de El Salvador (UES), con estudios de posgrado en economía de América Latina por la Universidad de Chile. En la UES fue catedrático e investigador desde la década de 1970. Publicó el libro La economía salvadoreña en 1984: algunos elementos de análisis.
Fue rector de la Universidad de El Salvador en tres ocasiones (1979, 1986-1990 y 2015-2017), coincidiendo los dos primeros períodos con la guerra civil de El Salvador.
El 29 de octubre de 2015, el Consejo Superior Universitario de la UES lo designó como rector interino de la alma mater al haber concluido el período del ingeniero Mario Roberto Nieto Lovo sin haberse efectuado la elección del nuevo titular; siendo sucedido en ese cargo público por Roger Arias el 17 de febrero de 2017.
Falleció en San Salvador, El Salvador, el 11 de agosto de 2020.